# Godność (film)
Godność – polski film polityczny z 1984 roku w reżyserii Romana Wionczka, jeden z czołowych filmów propagandy antysolidarnościowej czasu  stanu wojennego.
Film spotkał się z dużą falą krytyki ze względu na słaby poziom artystyczny. Mimo to w lutym 1987 r. miał swoją premierę jego sequel Czas nadziei.

## Geneza
Scenariusz oparto na autentycznej historii, która zdarzyła się w Fabryce Amortyzatorów „Polmo” w Krośnie. W październiku 1981 r. doszło tam do konfliktu zakładowej komórki "Solidarności" z przewodniczącym Związku Zawodowego Metalowców Józefem Topolskim. Miał on domalować na transparencie z napisem „do prawdy przez Solidarność" słowa „Naiwni wierzą, że…”. Działacze "Solidarności" zażądali usunięcia Topolskiego z fabryki, a gdy nie zgodziła się na to dyrekcja, został on wywieziony z zakładu na taczce. Prokuratura postawiła kilku działaczom zakładowej "Solidarności" zarzuty naruszenia nietykalności osobistej. Ostatecznie sprawa została umorzona po wprowadzeniu stanu wojennego. Do tej historii Jerzy Grzymkowski dopisał tło, które miało wprost uzasadniać decyzję o wprowadzeniu stanu wojennego.

## Fabuła
Akcja filmu osnuta jest wokół historii Karola Szostaka. Powszechnie szanowany, bezpartyjny fachowiec w końcu listopada 1981 r. zostaje wybrany przewodniczącym Niezależnego Samorządnego Związku Zawodowego Metalowców. Działacze "Solidarności" atakują Szostaka, za to, że nie chce brać udziału w organizowanym przez nich strajku. Tłum działaczy "Solidarności" wiecuje, domagając się usunięcia Szostaka. Zostaje wsadzony na taczkę i wywieziony za bramę fabryki. 

## Obsada
- Jerzy Aleksander Braszka – Karol Szostak
- Edward Sosna – Waldemar Rzepiński, zięć Szostaków
- Magdalena Celówna – Bożena Rzepińska
- Halina Kossobudzka – Szostakowa
- Bogusław Sar – Jędrek Szostak
- Piotr Krasicki – Marcin Rzepiński
- Tomasz Zaliwski – Stanisław Boroń
- Tadeusz Hanusek